# Abdumajid Toirov
Abdumajid Toirov (RSS de Uzbekistán; 5 de agosto de 1974) es un exfutbolista de Uzbekistán que jugaba en la posición de defensa.

## Carrera

### Club
| Periodo   | Club               | Apariciones | Goles |
| --------- | ------------------ | ----------- | ----- |
| 1996–1999 | Surkhon Termez     | 60          | 2     |
| 2000–2005 | Neftchi Fergana    | 165         | 12    |
| 2006      | Topalang Sariosiyo | 27          | 4     |
| 2007      | FC Kuruvchi        | 22          | 0     |
| 2008      | OTMK Olmaliq       | 28          | 1     |
| 2009      | Xorazm FK Urganch  | 29          | 0     |
| 2010      | FC Andijon         | 20          | 0     |
| 2011–2013 | Navbahor Namangan  | 56          | 1     |
| 2013      | Neftchi Fergana    | 0           | 0     |
| 2014      | NBU Asia           | 0           | 0     |

### Selección nacional
Jugó para Uzbekistán en cuatro ocasiones y participó en la Copa Asiática 2000.

## Logros
- Liga de fútbol de Uzbekistán (1): 2001